# Союз ТМ-4
Союз ТМ-4 — пилотируемый космический аппарат серии «Союз ТМ», модификация 7К-СТМ № 54, тип скафандра Сокол-К2 — полётный, Орлан-ДМ — для ВКД, Орлан-ДМА — с 20 октября 1988 года.

## Экипаж
На взлёте:
- Владимир Титов  (2-й полёт) — командир экипажа.
- Муса Манаров  (1-й полёт) — бортинженер.
- Анатолий Левченко  (1-й полёт) — космонавт-исследователь.

При посадке:
- Анатолий Соловьёв  (1-й полёт) — командир экипажа.
- Виктор Савиных  (3-й полёт) — бортинженер
- Александр Александров  Болгария (1-й полёт), космонавт-исследователь.

## Параметры полёта
- Масса аппарата: 7070 кг
- Перигей: 337 км
- Апогей: 357 км
- Наклонение: 51,6°
- Период обращения: 91,5 минуты

## Описание полёта
Это третья основная экспедиция на орбитальную станцию «Мир». Манаров и Титов заменили на орбите Романенко и Александрова. Левченко работал в группе специальной подготовки по программе «Буран» и вернулся на Землю в спускаемом аппарате корабля Союз ТМ-3, совместно с Романенко и Александровым. Перед тем как покинуть станцию, Романенко и Александров продемонстрировали вновь прибывшим работу скафандров для выхода в открытый космос.
Экспедиция Союза ТМ-4 провела биологические эксперименты, включая рост биологических кристаллов на установке в модуле Квант-1. Была проведена учебная тревога.
Титов и Манаров проводили наблюдения галактик и звёздных групп в УФ части спектра на телескопе Глазар в модуле Квант-1. При этом требовались выдержки порядка 8 минут. В течение этого времени любое движение космонавтов приводило к размытию изображения, и поэтому на время съёмки космонавты должны были быть неподвижны.
Также была выполнена программа совместного полёта, включавшая 59 экспериментов, подготовленных болгарской стороной.